# Mainline Church
Onder het begrip Mainline Church (ook wel: Mainstream Church) verstaat men in de Verenigde Staten van Amerika een kerkgenootschap met een gematigde theologie die openstaat voor veranderingen in de maatschappij en samenleving. In het Nederlands taalgebied zou men spreken van volkskerken of midden-orthodoxe kerken. 
De naam Mainline Churches zouden deze kerkgenootschappen te danken hebben aan de invloedrijke en bemiddelde inwoners van de buitenwijken van de stad Philadelphia, de zogenaamde Philadelphia Mainline, die behoorden tot de denominaties die men later aan zou duiden als Mainline Churches. De term maakte opgang tijdens de controverse tussen fundamentalisten en gematigde gelovigen ("Modernists") In hoeverre dit verhaal echt klopt is maar de vraag. Het zou hier kunnen gaan om een broodjeaapverhaal. Wel is het waar dat de meeste Mainline Protestants of Oldline Protestants (een verwijzing dat de meeste leden van de Mainline Churches behoren tot de zeven klassieke protestantse kerkgenootschappen die reeds voor de Amerikaanse Revolutie bestonden) het noordoosten van de Verenigde Staten (New England) bewonen.

## Theologie
Theologisch onderscheiden de Mainline Churches zich naar rechts van de evangelische kerken en naar links van de vrijzinnige, liberale kerken. Evenals de evangelische kerken hangen zij de klassieke christelijke dogma's aan, zoals de triniteit en de verzoeningsleer, maar zij leggen hier minder de nadruk op. Net als de vrijzinnige kerken onderschrijft men ten volle de resultaten van historisch-kritisch onderzoek, maar anders dan de vrijzinnigen meent men dat dit geen consequenties heeft voor de traditionele geloofsopvattingen. 
Overigens treft men binnen de Mainline Churches ook evangelische en vrijzinnige christenen aan, maar de meerderheid identificeert zich met gematigde opvattingen. Deze grote gematigde middengroep gelooft dat de Bijbel het Woord van God is, maar wijst de letterlijke inspiratie van de hand. Men aanvaardt de dogma's, maar de speculaties daaromtrent wijst met af. Eenzelfde soepele houding legt men aan de dag met betrekking tot de geloofsbelijdenissen. Alle Mainline Churches kennen vrouwelijk predikanten. De houding tegenover homoseksualiteit is divers (van gehele acceptatie tot afwijzing van de praxis. Er zijn geen Mainline Churches die homoseksualiteit als een ziekelijke afwijking ziet waarvan men kan "genezen".) maar over het algemeen toleranter dan die van de Rooms-Katholieke Kerk. 
Mainline Protestants stonden aan de wieg van de oecumenische beweging in de VS. Alle Mainline Churches, behalve de National Association of Congregational Christian Churches, zijn aangesloten bij de Wereldraad van Kerken. Ook staan gematigde protestanten positief tegenover de interreligieuze dialoog.

## Politieke opstelling
Tijdens het interbellum waren vrijwel alle Mainline Churches pacifistisch, maar dit veranderde onder invloed van de Tweede Wereldoorlog. De Mainline Churches hebben altijd gepleit voor een beter sociaal stelsel en veel gematigde protestanten waren aan het begin van de twintigste eeuw betrokken bij de Social Gospel-beweging. De meeste gematigde protestanten zijn liberaler dan evangelische christenen en zijn volgens Amerikaanse begrippen Liberals en leftists (links). In het verleden stemden gematigde protestanten zowel op de Democraten als op de Republikeinen Tegenwoordig stemmen de gematigde protestanten vooral op Democratische kandidaten en in mindere mate op meer liberaal georiënteerde Republikeinen (de zgn. "Rockefeller Republicans").

## Afname van kerkgangers
Het aantal Mainline Protestants neemt sinds de jaren 50 gestaag af. Waren de Mainline Protestants in de eerste helft van de twintigste eeuw nog veruit de grootste kerkelijke groep in de VS, tegenwoordig wordt deze plek ingenomen door evangelische christenen en een nog steeds groeiende groep fundamentalisten. Tussen 1958 en 2008 zijn de Mainline Churches ongeveer 20 miljoen leden kwijtgeraakt. De meeste gematigde protestanten bezoeken de kerk ook minder vaak dan evangelische protestanten. De gemiddelde leeftijd ligt veel hoger dan bij evangelische christenen. Ongeveer 18,1% van de Amerikanen behoort tot een Mainline Church.

## Overzicht van deMainline Churches
De zeven historische kerken, de "zeven zusters van het Amerikaanse protestantisme", worden gerekend tot de Mainline Churches:
- Met 7,7 miljoen leden in 2009 is de United Methodist Church de grootste Mainline Church;
- het tweede kerkgenootschap qua grootte, met 3,86 miljoen leden in 2013 is de Evangelical Lutheran Church in America;
- derde in grootte (1,89 miljoen leden in 2012) is de Episcopal Church;
- met 1,76 miljoen leden in 2013 is de Presbyterian Church (U.S.A.) de vierde in grootte;
- de American Baptist Churches (USA) telt 1,3 miljoen leden (2008) en is de vijfde in grootte;
- zesde in grootte is de United Church of Christ (998.000 leden in 2012);
- de Christian Church (Disciples of Christ) telt 625.000 leden (2012) is zevende in grootte.

Andere Mainline kerkgenootschappen zijn:
- Religious Society of Friends (Quakers), 350.000 leden;
- Reformed Church in America, 250.938 leden (2009);
- International Council of Community Churches, 69.276 leden (2009);
- National Association of Congregational Christian Churches, 65.392 leden (2002);
- Universal Fellowship of Metropolitan Community Churches, 15.666 (2006);
- Moravian Church in America, provincie noord, 20.983 (2006);
- Moravian Church in America, provincie zuid, 21.513 (1991);
- Moravian Church in America, provincie Alaska;
- Latvian Evangelical Lutheran Church in America, 12.000 (2007);
- Estonian Evangelical Lutheran Church;
- Congregational Christian Churches[6]

De traditionele methodistische Afro-Amerikaanse kerkgenootschappen:
- African Methodist Episcopal Church;
- African Methodist Episcopal Zion Church;
- Christian Methodist Episcopal Church